# Claudia Cano
Claudia Marcela Cano Solórzano (Medellín, 7 de abril de 1974) es una presentadora de noticias, periodista y comunicadora colombiana. Cano ha ganado reconocimiento por su trabajo en Noticias Caracol, y por su labor en Teleantioquia luego desde 2015 hasta 2019 trabajó como subdirectora de Noticias Uno mediodía. Actualmente está vinculada a Telemedellín.

## Carrera
Comenzó como presentadora en el programa regional Venga a mi pueblo de Teleantioquia y en El informativo de Antioquia. Luego estuvo en el estudio de Medellín del Noticiero Nacional y posteriormente en Hora 13 Noticias también de Medellín. En 1998 ingresó a trabajar en Noticias Caracol en Bogotá y para luego ser corresponsal de ese mismo noticiero en Miami. 
En 2013 dejó el trabajo en Noticias Caracol y regresó a Medellín. En 2014, ingresó al Canal 1 como presentadora del programa de debates Veredicto. También presentó los boletines informativos de En las mañanas con Uno. Luego fue subdirectora de Noticias Uno hasta cuando el noticiero se trasladó a Cablenoticias. en la actualidad es presentadora de noticias en Telemedellín.

## Premios y nominaciones
| Año  | Premiación             | Trabajo nominado | Categoría                | Resultado | Ref.  |
| ---- | ---------------------- | ---------------- | ------------------------ | --------- | ----- |
| 1998 | VII Premios TVyNovelas | Teleantioquia    | Mejor personaje Regional | Ganador   | [ 3 ] |